# Серрамаццоні
Серрамаццоні (італ. Serramazzoni) — муніципалітет в Італії, у регіоні Емілія-Романья,  провінція Модена.
Серрамаццоні розташоване на відстані близько 320 км на північний захід від Рима, 45 км на захід від Болоньї, 28 км на південь від Модени.
Населення — 8244 особи (2014).
Щорічний фестиваль відбувається 8 травня. Покровитель — B.V. del Rosario.

## Демографія
Населення за роками:

Станом на 1 січня 2023 року в муніципалітеті офіційно проживало 997 іноземців з 50 країн, серед них 210 громадян країн Євросоюзу та 92 громадяни України.

## Сусідні муніципалітети
- Фйорано-Моденезе
- Маранелло
- Марано-суль-Панаро
- Павулло-нель-Фриньяно
- Полінаго
- Приньяно-сулла-Секкія
- Сассуоло